# Tony Tarantino
Pour les articles homonymes, voir Tarantino.
 (avril 2021).
Si vous disposez d'ouvrages ou d'articles de référence ou si vous connaissez des sites web de qualité traitant du thème abordé ici, merci de compléter l'article en donnant les références utiles à sa vérifiabilité et en les liant à la section « Notes et références ».
Tony Tarantino est un acteur et guitariste américain né le 4 juillet 1940 dans le Queens, à New York, et mort le 8 décembre 2023 à Los Angeles. Il est le fils d'Elizabeth Jean et Dominic James Tarantino, tous deux d'origine italienne.
Tony est le père du réalisateur Quentin Tarantino (1963-).